# مری تای
مری تای (انگلیسی: Mary Tighe؛ ۱۷۷۲ – ۱۸۱۰) شاعر اهل پادشاهی بریتانیای کبیر بود.